# 村松陸雄
村松 陸雄（むらまつ りくお）は、日本の環境心理学者。武蔵野大学工学部教授。武蔵野大学大学院環境学研究科教授。未来の学びと持続可能な開発・発展研究会共同代表。一般社団法人環境情報科学センター・理事

## 来歴[5]
島根県出身。大阪大学工学部を卒業後、松下電器産業(現・パナソニック）照明研究所に勤務した。
関西大学大学院社会学研究科社会心理学専攻および英国Surrey大学大学院環境心理学専攻で修士課程を修了。東京工業大学大学院人間環境システム専攻で博士課程を修了し、博士（工学）を取得。
武蔵野女子大学人間関係学部人間関係学科専任講師、カナダ・ダルハウジー大学客員教授、環境学科長、環境システム学科長などを経て、武蔵野大学工学部環境システム学科教授兼環境学部環境学科教授を務める。

## 賞歴
- 第14回 照明学会論文賞(2002年)[6]

## 著書
- 『光と色の環境デザイン』オーム社、2001年[7]
  - 빛과 색의 환경디자인 光と色の環境デザイン（韓国語版）[8]
  - 光和色的环境设计 光と色の環境デザイン（中国版）[9]
- 『環境心理学〈上〉原理と実践』北大路書房、2005年[10]
- 『環境心理学〈下〉原理と実践』北大路書房、2007年[11]
- 『建築環境心理生理用語集“和英・英和”』彰国社、2013年[12]